# Moon Palace
Moon Palace è un romanzo dello scrittore statunitense Paul Auster, pubblicato negli Stati Uniti nel 1989. In Italia, il romanzo è stato tradotto anche con il titolo Il palazzo della luna.

## Trama
Il romanzo è ambientato principalmente tra il 1969 e il 1972, con diversi rimandi a vari periodi del Novecento seguendo il racconto delle memorie dei personaggi. 
Il protagonista, Marco Stanley "M.S." Fogg, è un giovane che, negli anni sessanta, si ritrova orfano e sotto la tutela dello zio Victor, un clarinettista girovago che gli lascia ben 1492 libri. Non senza averli letti tutti, M.S. è costretto a vendere i libri per le sue ristrettezze economiche, finché, nell'estate del 1969, si ritrova a vivere come un clochard nel Central Park di New York. Salvato da un suo amico di università e da una ragazza di origini cinesi conosciuta per caso, Kitty Wu, con cui vive una storia d'amore, M.S. ritrova una stabilità finché non accetta di mettersi al servizio di Thomas Effing, un ottuagenario costretto sulla sedia a rotelle e pieno di fissazioni e di strani ricordi. Proprio per seguire i ricordi di Effing, M.S. si ritroverà infine coinvolto in un viaggio che lo cambierà per sempre.

## Edizioni
- Paul Auster, Il palazzo della luna, collana Scala Stranieri, Rizzoli, 1990.
- Paul Auster, Moon Palace, collana Einaudi Tascabili, Einaudi, 1997.